# Santa Lucía (Uruguay)
Santa Lucía ist eine Stadt im Süden Uruguays.

## Geographie

### Lage
Die am gleichnamigen Fluss gelegene Stadt Santa Lucía befindet sich im Departamento Canelones etwa 50 km nordwestlich der Hauptstadt Montevideo.

### Bodenschätze
In Santa Lucía existieren Erdöl-Vorkommen.

## Geschichte
Die Stadt wurde 1782 unter dem Namen Villa San Juan Bautista gegründet. Am 15. Juni 1925 erfolgte durch Gesetz Nr. 7.837 ihre Einstufung in die Kategorie „Ciudad“.

## Einwohner
Santa Lucía hat 16.742 Einwohner. (Stand: 2011)
| Jahr | Einwohner |
| ---- | --------- |
| 1963 | 12.633    |
| 1975 | 14.079    |
| 1985 | 14.951    |
| 1996 | 16.764    |
| 2004 | 16.475    |
| 2011 | 16.742    |

Quelle: Instituto Nacional de Estadística de Uruguay

## Stadtverwaltung
Bürgermeister (Alcalde) von Santa Lucía ist Raúl Estramil (Frente Amplio).

## Söhne und Töchter der Stadt
- Clemente Estable (1894–1976)[7]
- Julio César Bonino (1947–2017), Bischof von Tacuarembó
- Enrique Báez (* 1966), Fußballspieler
- José Cancela (* 1976), Fußballspieler
- José Cortaberría (* 1990), Fußballspieler
- Román Cuello (* 1977), Fußballspieler
- Fabricio Ferrari (* 1985), Radsportler

## Sonstiges
Santa Lucía war 1997 Drehort des argentinischen Films El Faro.